# Mitteldeutsche Dialekte

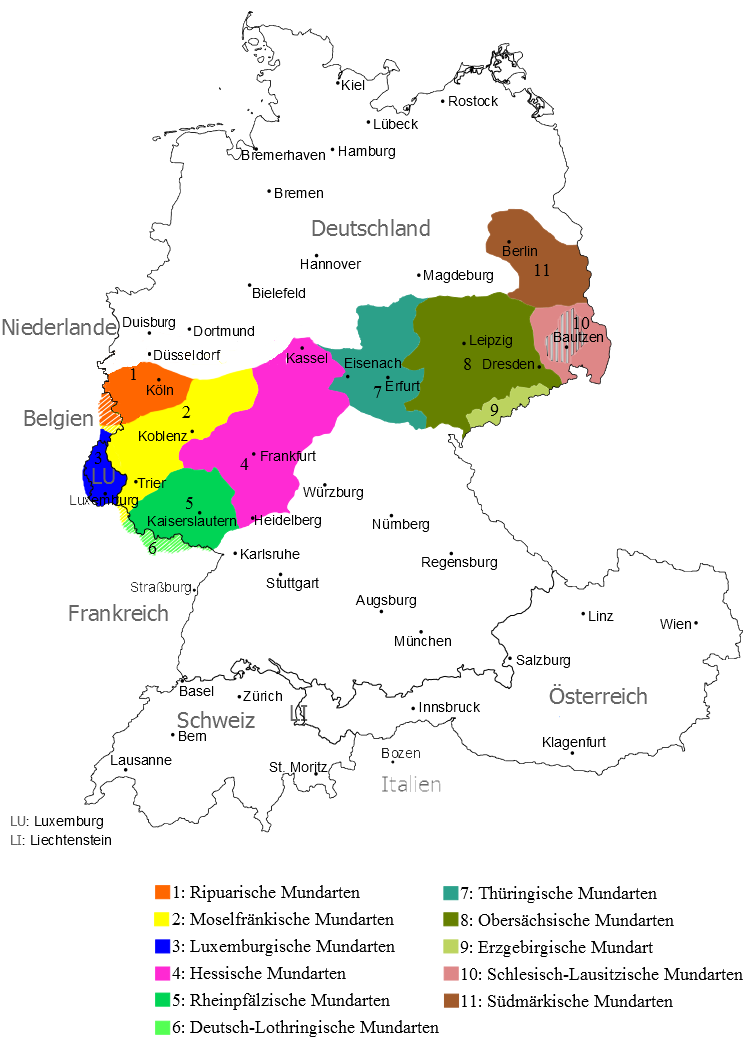
Mitteldeutsche Mundarten nach 1945

Die mitteldeutschen Dialekte zählen zur Sprachfamilie des Hochdeutschen. Mitteldeutsche sind in diesem Sinne die Bewohner des deutschen Sprachraums mit einer mitteldeutschen Mundart (Dialekt) und mit standarddeutscher Schriftsprache.

## Gebiet
Im Mitteldeutschen, das im Gebiet zwischen der Benrather Linie im Norden und der Speyerer Linie im Süden gesprochen wird, erfolgte die hochdeutsche Lautverschiebung in weniger starkem Umfang als im Oberdeutschen. Diese Lautverschiebung betraf das Niederdeutsche und Niederländische nicht. Dieses mitteldeutsche Sprachgebiet umfasst das Gebiet der westmitteldeutschen sowie der ostmitteldeutschen Dialekte und reicht im Süden vom Elsass entlang der Main-Linie bis ins Erzgebirge und im Norden von Aachen über Nordhessen bis ins südliche Brandenburg. Dies steht in weitgehender Übereinstimmung mit der Besiedelung und Urbanisierung des mitteldeutschen Raums während des Mittelalters, die vor allem aus den mittelrheinischen und niedersächsischen Gebieten erfolgte.

## Forschungsgeschichte
Die Bezeichnung „mitteldeutsch“ entstand, als man die Dialekte im deutschen Sprachraum untersuchte.
Zuvor unterschied man nur zwischen oberländischer bzw. oberdeutscher und niederländischer bzw. niederdeutscher Sprache. Bei den Dialektuntersuchungen stellte man fest, dass die hochdeutsche Lautverschiebung, die den historisch auffälligsten Unterschied zwischen der oberländischen und der niederländischen Sprache ausmacht, in einem sehr breiten Streifen nur unvollständig geschehen ist. Aufgrund dieser und einiger anderer Merkmale begann man daher, den „Streifen“, der am Rhein sehr viel breiter ist als im Osten, als Übergangsgebiet zwischen dem Oberdeutschen und dem Niederdeutschen zu begreifen.

## Abgrenzung zu anderen Dialekten
Die ostmitteldeutschen Dialekte (nördlich des Thüringer Waldes, östlich der Werra und südlich der Benrather Linie, also in großen Teilen des heute als „Mitteldeutschland“ bezeichneten Gebietes) sind dem Neuhochdeutschen von allen deutschen Dialekten am nächsten, wie der Sprachforscher Theodor Frings bewiesen hat. Die Dialekte im Gebiet zwischen Erfurt, Hof, Dessau-Roßlau und Dresden stimmen in vielen Merkmalen mit dem Neuhochdeutschen überein, so im Wortschatz, da die neuhochdeutsche Schriftsprache sehr stark auf Martin Luthers Bibelübersetzung zurückgeht, der die sächsische Kanzleisprache, die Sprache der Staatsbeamten des Kurfürstentums Sachsen, als Vorbild für die hochdeutsche Schreibung und Aussprache ansah und nutzte („Ich rede nach der sächsischen Kanzlei“). Diese war allerdings eine überregionale Ausgleichssprache und nicht identisch mit den gesprochenen Dialekten dieser Region. Eine ähnliche Ausgleichsfunktion übte lange Zeit das Prager Deutsch aus, das eine Vermittlerrolle zwischen oberdeutschen und mitteldeutschen Dialekten spielte.

## Mundarten
Zum Mitteldeutschen zählen die westmitteldeutschen und die ostmitteldeutschen Mundarten des Dialektkontinuums mit folgenden Dialektgruppen:
- Westmitteldeutsche Dialekte
  - Mittelfränkisch
    - Ripuarisch (Nordrhein-Westfalen, Ostbelgien; u. a. Kölsch, Eischwiele Platt)
    - Moselfränkisch (Nordrhein-Westfalen (Siegerland), Belgien (Belgische Eifel), Rheinland-Pfalz und nordwestliches Saarland)
      - Luxemburgisch oder Lëtzebuergesch (Luxemburg, Belgien (Areler Land) und Frankreich (um Diedenhofen))

  - Rheinfränkisch
    - Lothringisch (Frankreich (Département Moselle))
    - Pfälzisch
      - Westpfälzisch (Rheinland-Pfalz (Westpfalz) und südöstliches/nordöstliches Saarland)
      - Vorderpfälzisch (Vorderpfalz und Frankreich (nördliches Elsass))
      - Kurpfälzisch (Baden-Württemberg (Kurpfalz) und Hessen (südliches Starkenburg))

    - Hessisch
      - Südhessisch (Hessen (südlich des Mains), Rheinland-Pfalz (Rheinhessen) und Bayern (westliches Unterfranken))[1]
      - Zentral- oder Mittelhessisch (Hessen (um Marburg, Wetzlar, Gießen, Wetterau und im Vogelsberg))
      - Wittgensteiner Platt (Nordrhein-Westfalen (Wittgensteiner Land))
      - Nordhessisch (Hessen (um Frankenberg (Eder), Homberg (Efze), Rotenburg an der Fulda und Kassel))
      - Osthessisch (Hessen (um Fulda und in Teilen der Rhön) und Bayern (nördlich von Bad Brückenau))

  - Übergangsbereich zwischen dem Rheinfränkischen und Moselfränkischen
    - Hunsrückisch
- Ostmitteldeutsche Dialekte
  - Thüringisch-Obersächsisch
    - Thüringisch (Thüringen, südwestliches Sachsen-Anhalt, hessisches Werratal, bayerisches Ludwigsstadt)
    - Obersächsisch
      - Meißenisch (Sachsen)
      - Osterländisch (nordwestliches Sachsen, südöstliches Sachsen-Anhalt, Grenzgebiete in Thüringen und Brandenburg)

    - Erzgebirgisch (Erzgebirge und Oberharz)

  - Südmärkischer Dialekt (Berlin und Brandenburg)
  - Lausitzisch-Schlesisch[2][3]
    - Lausitzisch (Sachsen und Brandenburg (Ober- und Niederlausitz), bis 1946 Nordböhmen)
    - Schlesisch (deutsche Minderheit in Polen, Diaspora in Deutschland, bis 1946 Nordostböhmen, Nordmähren und Tschechisch-Schlesien)

  - Hochpreußisch (†) (vereinzelte Sprecher in Nordost-Polen und in der Diaspora in Deutschland)
- Übergangsbereich zwischen dem oberdeutschen und mitteldeutschen Sprachraum (Sprachwissenschaftler ordnen Ost- und Südfränkisch häufig dem Oberdeutschen zu.)
  - Ostfränkisch (Bayern (Ober-, Mittel- und Unterfranken), Baden-Württemberg (Region Heilbronn-Franken), Thüringen südlich des Rennsteigs, Sachsen (Vogtländisch) und bis 1946 westliches Böhmen (damals Tschechoslowakei))
  - Südfränkisch, auch Nordbadisch oder Südrheinfränkisch (Baden-Württemberg um Karlsruhe, Heilbronn, Pforzheim)